# Die Bruderhand (Zeitung)
Die Bruderhand war eine antifaschistische Zeitung von Funktionären der Roten Hilfe, die in Berlin-Friedrichshain nach der Verhaftung der Redakteure der Zeitungen Die Rote Fahne und Der Widerstand gedruckt und verbreitet wurde.
Die Bruderhand entstand in einer einzigen Nummer vom 19. Januar 1936 in einer Auflage von 560 Stück. Sie wurde produziert von den KPD-Angehörigen Fritz Hödel und Max Sellheim auf Vorschlag von Emil Burchardt und Ernst Wüste. An der Herstellung waren außerdem Lore Fugger, Max Uecker, Paul Balke, Kurt Lamprecht und Alfred Breiter sowie weitere Widerständler beteiligt. Kurz nach der Veröffentlichung wurden viele Mitglieder der Gruppe verhaftet, darunter auch Hödel und Sellheim. Max Sellheim wurde am 3. Mai 1945 bei Sachsenhausen erschossen.